# حبيل سماتين (يهر)

تعديل مصدري - تعديل

حبيل سماتين هي إحدى قرى عزلة يهر بمديرية يهر التابعة لمحافظة لحج، بلغ تعداد سكانها 51 نسمة حسب تعداد اليمن لعام 2004.